# Gran bollito
Gran bollito è un film del 1977 diretto da Mauro Bolognini, con protagonista Shelley Winters. È liberamente ispirato alle vicende di Leonarda Cianciulli, la cosiddetta "saponificatrice di Correggio", che tra il 1939 e il 1940 uccise, fece a pezzi e mise a bollire tre donne.

## Trama
Lea, donna del sud, emigra per raggiungere il marito Rosario in una città del nord per gestire un botteghino del Lotto. Appena arrivata, mostra subito avversione verso la nuova casa scelta dal marito, che di lì a poco resta vittima di una paralisi. Lea ha un unico figlio, Michele, che accudisce in modo morboso. Confidandosi con Berta Maner, una delle sue clienti al botteghino del Lotto, Lea le racconta che è convinta di averlo sottratto alla morte, patteggiando con essa.

Alberto Lionello, Max von Sydow e Renato Pozzetto interpretano en travesti le donne vittime della saponificatrice.

Quando Michele si fidanza con Sandra, una maestra di ginnastica artistica, pur di non rinunciare a lui Lea decide di fare un sacrificio umano e allestisce in cucina un locale con apposito tavolo dove uccide l'amica Berta Maner alla vigilia della sua partenza per l'America; la trasforma così in biscotti e sapone, che vende poi alle sue amiche. Stessa sorte tocca alla dolce Lisa, ossessionata da un delirio religioso: pur avendo aiutato Rosario e Michele quando erano soli, prima che Lea raggiungesse la sua famiglia al nord, Lea non la risparmia. Di lei si affretta poi ad incassare tutto il denaro di alcuni titoli, insospettendo il direttore della banca.
Due vicine di casa, alle quali Lea aveva regalato una saponetta, incuriosite dalla sua produzione di sapone iniziano a spiarla. Non riuscendo a scoprire niente, vanno da Maria, sorella del curato del quartiere, don Onorio, per parlare dell'operato di Lea, ma la perpetua, ritenendo Lea una donna integerrima, le scaccia. Tuttavia, sarà proprio Maria a scoprire per prima gli orrori di Lea.
In una saponetta datale da Lea, Maria ritrova l'anello che fu di Berta: Maria ha così un infarto, e don Onorio, ignaro, si affretta a chiamare proprio Lea per portarle conforto. Ormai stremata, Maria dal suo letto le chiede conferma dei suoi sospetti e Lea confessa, provocando così a Maria una nuova crisi cardiaca, che la stronca definitivamente, senza poter avvertire suo fratello delle atrocità commesse da Lea.

Maria, la sorella del prete (Rita Tushingham)

Per deviare i sospetti, orchestra un finto furto a casa di Palma per gettare la colpa sull'ormai "saponificata" Stella, con cui divideva l'appartamento.
Ma Tina, seppur inconsapevole complice di cotanti orrori, si ribella e cerca di difendere Sandra. Così Lea immobilizza Tina e affronta Sandra con un'accetta; la ragazza ha la forza di dire che è incinta di Michele. Questo gesto salva la vita di Sandra poiché, nell'apprendere che un'altra donna ha avuto ragione di lei nei confronti di suo figlio facendo fallire tutti i suoi tentativi magici e no, Lea ha un attimo di stordimento. La donna lascia cadere l'accetta ed è proprio in quel momento che irrompono le forze dell'ordine, le quali la trascinano in carcere, ponendo fine agli orrori.

## Produzione
Mauro Bolognini aveva progettato di dirigere un film sulla Cianciulli già quindici anni prima, con Anna Magnani nel ruolo della protagonista. Più tardi, si pensò a Sophia Loren per la parte. Il film cambiò numerosi titoli durante la lavorazione, tra cui Black Journal, La cuoca del diavolo e La signora degli orrori: erano stati considerati anche Sapone di donna, Donne all'interno e La saponificatrice.
Il personaggio della ragazza del figlio della saponificatrice era interpretato originariamente da Ornella Muti, poi sostituita nel giugno 1977 da Laura Antonelli.
Il film fu girato tra l'Emilia-Romagna (Bologna e Guastalla), il Lazio (Oriolo Romano e Roma), la Lombardia (Mantova).

## Colonna sonora
Le musiche e le canzoni del film sono composte da Enzo Jannacci. Il brano nei titoli è Vita Vita, interpretato da Mina ed è contenuto anche nell'album Mina quasi Jannacci.

## Accoglienza
Il film incassò 480 milioni di lire al botteghino italiano, a fronte di 1,9 miliardi di budget, considerato all'epoca «un coraggioso sforzo produttivo nel panorama critico del cinema italiano».